# Neuleiningen
Neuleiningen és un municipi del districte de Bad Dürkheim, a Renània-Palatinat, a l'oest d'Alemanya. El 2019 tenia 772 habitants.